# Juushinki Pandora
Jūshinki Pandora (яп. 重神機パンドーラ Дзю:сики Пандора) — оригинальный японско-китайский аниме-сериал, созданный Кавамори Сёдзи на студии Satelight. Мировая премьера состоялась 29 марта 2018 года на сервисе Netflix. 4 апреля 2018 года начался показ сериала на японском ТВ.

## Сюжет
В 2031 году в Гонконге произошла планетарная техногенная катастрофа — взорвался квантовый реактор и произошёл выброс таинственной энергии, в результате которого все живые существа и материальные объекты изменили свои характеристики в той или иной степени. Эти изменения назвали B.R.A.I — и они представляют собой невероятно ускоренные эволюционные изменения.
Леон был в эпицентре взрыва, а сейчас, спустя семь лет, он живёт в дикой местности в окрестностях Нового Гонконга в компании с Хлоей Ли, с которой у него заключён «семейный договор». Очень скоро их уединение будет нарушено.

## Персонажи
Леон Лау (яп. レオン・ラウ  Реон Рау) — главный герой этой истории, вызвавший кризис Сянлун[уточнить]. Занимается исследованиями B.R.A.I, живя вместе с «сестрой» Хлоей в пустыне пригородов Нового Сянлуна.
Сэйю: Томоаки Маэно
Хлоэ Лау (яп. クロエ・ラウ Куроэ Рау) — девочка, ставшая сестрой по контракту, старается заботиться о своём брате.
Сэйю: Нао Тояма
Квинни Йо (яп. クイニー・ヨウ Куини: Ё:) — красивая девушка-охотник за головами. Потеряла своих друзей сразу после кризиса Сянлун.
Сэйю: Кана Ханадзава